# Multikino Łódź
Multikino Łódź, do 2018 „Silver Screen” Łódź – trzecie pod względem wielkości łódzkie kino, należące do sieci Multikino, mieszczące się przy al. Piłsudskiego 5.

## Historia
Kino jest częścią kompleksu hotelowo-rozrywkowo-biurowego Łódź Business Center, stanowiącego południową pierzeję al. Piłsudskiego na odcinku między ulicami Piotrkowską a Sienkiewicza. Projekt budynku powstał w Biurze Architektonicznym NOW Sp. z o.o. w Łodzi. Budowę rozpoczęto w 1997, a zakończono w grudniu 2000 (cały kompleks ukończono w marcu 2001). Otwarcie kina nastąpiło 19 stycznia 2001. W 2018 roku, w związku z remontem kina, zmieniono nazwę z Silver Screen na Multikino.

## Wnętrza i wyposażenie
Kino posiada 10 klimatyzowanych sal. Do remontu w 2018 mogło pomieścić łącznie 1841 widzów. Po remoncie liczba foteli zmniejszyła się do 1074.
We wszystkich salach zainstalowane są systemy dźwięku przestrzennego Dolby Digital Surround. Projekcja obrazu odbywa się z aparatury firmy „Cinema Meccanica” na ekranach perełkowych zapewniających optymalną ostrość obrazu na całej szerokości sali.
Kino znajduje się na 4 poziomach nadziemnych i 2 podziemnych:
- poziomy -2 oraz -1 – podziemny parking
- poziom 0 – punkt informacyjny, Silver Store
- poziom 2 – sale kinowe 5–10, Snack Bar, kawiarnia „Cavablanca”
- poziom 3 – strefa relaksu
- poziom 4 – sale kinowe 1–4

## Wydarzenia
1 kwietnia 2011 w kinie „Silver Screen” odbyła się gala otwarcia festiwalu filmowego Philips Cinema Mundi im. Zygmunta Kałużyńskiego, na której honorowym gościem była Claudia Cardinale (w trakcie wieczoru pokazano film Nić z jej udziałem).